# Hendrickje in veste di Flora
Hendrickje in veste di Flora è un dipinto a olio su tela (100 × 91,8 cm) realizzato nel 1654 circa dal pittore Rembrandt Harmenszoon Van Rijn.
È conservato nel Metropolitan Museum of Art di New York.
L'identificazione con Hendrickje, compagna del pittore dal 1649, non è confermata per l'assenza di un suo ritratto con cui eseguire un confronto.

La giovane donna, vestita di un'ampia camicia sboffante e una gonna gialla, porta un cappello adorno di rami di ciliegio e tiene in grembo petali di fiori che sparge con la mano destra. Il busto è frontale rispetto all'osservatore, mentre il volto è di profilo.